# Running Back Thru Canada
Running Back Thru Canada è un album in studio del gruppo musicale canadese The Guess Who, pubblicato nel 2000.  
Nel 2003 venne ripubblicato come DVD live, con l'aggiunta di altri loro brani classici.

## Tracce
1. Rain Dance – 3:21
2. Glamour Boy – 4:30
3. I Wanna Be – 4:08
4. Taking Care – 2:52
5. Undun – 3:01
6. Faster – 3:27
7. Country Disco – 3:50
8. Albert Flasher – 3:53
9. Orly – 6:33
10. Taking Care of Business – 3:33
11. Bus Rider  – 4:58

## Formazione
- Don McDougall – voce, tastiera
- David Inglis – chitarra, cori
- Jim Kale – basso, cori
- Garry Peterson – batteria